# Друшель, Альфред
Альфред Друшель (нем. Alfred Druschel, 4 февраля 1917, Биндзахсен, Гессен — 1 января 1945, недалеко от Ахена) — лётчик штурмовой авиации Люфтваффе.

## Биография
В 1936 году Друшель вступил в Люфтваффе. После 2 лет школьной подготовки он в звании лейтенанта направляется в бомбардировочную авиацию. Но Друшель хотел летать в штурмовой авиации и лётчик несколько раз даже посылал прошение командованию. И вот в 1939 году его переводят в II.(Sch)/LG2.
В Польше, 27 сентября 1939 года он получил свою первую награду — Железный Крест 2-го класса.
Во Франции, в мае 1940 года Друшель получил долгожданный Железный Крест 1-го класса.
Затем участвовал в боевых действиях на Балканах.
За две недели боёв на Восточном фронте Друшель, летая на Hs-123, сбил 7 советских самолётов. 21 августа 1941 года командир 3.(Sch)/LG2, обер-лейтенант Альфред Друшель был награждён Рыцарским Крестом.
13 января 1942 года стал командовать I./Sch.Gl.
Свой 600-й вылет Друшель совершил 4 февраля 1942 года.
3 сентября 1942 года уже гауптман Друшель, был награждён дубовыми листьями к Рыцарскому кресту. К этому времени он вместе с командирами эскадры, совершил более 2500 боевых вылетов.
В январе 1943 года лётчик выполнил свой 800-й боевой вылет. А 19 февраля того же года был приставлен к дополнению Мечами к Рыцарскому кресту с Дубовыми листьями.
Майор Друшель был назначен командиром Sch.Gl 11 июня 1943 года, вместо оберст-лейтенанта Хубертуса Хичхольда.
Принимал активное участие на Курской дуге. 28 декабря 1944 года перед операцией «Боденплатте» («Bodenplatte») оберст Друшель был назначен командиром SG4, заменяя майора Эвальда Янссена. Эскадра базировалась тогда на аэродроме в Кёльне, и ей предстояло стать единственной штурмовой эскадрой, участвующей в операции. В ходе выполнения боевого задания, при пересечении линии фронта в районе Ахена, эскадра попала под зенитный огонь. Самолёт Друшеля был сбит.
Позже самолёт нашли, но тела в нём не было. Друшеля признали без вести пропавшим. Кроме его самолёта было сбито ещё четыре (все из эскадры SG4).